# Elgin (Oregon)
La ville d'Elgin se trouve dans le comté d'Union, Oregon (aux États-Unis).